# Verbena macdougalii
Verbena macdougalii là một loài thực vật có hoa trong họ Cỏ roi ngựa. Loài này được A.Heller miêu tả khoa học đầu tiên năm 1899.